# Fa-225旋翼机
福克-阿赫格里斯Fa-225是一款实验性的单座旋翼滑翔机，由福克-阿赫格里斯于1942年在纳粹德国制造。仅使用一架拆掉机翼的DFS-230滑翔机制造了一架。

## 设计与开发
在第二次世界大战前半段，DFS-230突击滑翔机主要用于运送部队和物资，但由于需要相对较大的着陆区，因此能力有限。Fa-225的设计理念是将Fa-223的旋翼与DFS-230滑翔机的机身结合起来，使滑翔机能够在18米或更短的距离内着陆。旋翼安装在重心上方的支柱框架上，而加强型起落架安装在两侧和尾部。

## 实际飞行
卡尔·博德在1943年首次驾驶Fa-225，由容克斯Ju-52运输机牵引。 该飞机的建造仅用了七周时间，但由于航空牵引速度相对较慢以及纳粹德国的作战方式发生变化，而未能进行批量生产。

## 数据

### 一般数据
机组人员：1人
载重：数名伞兵或少量物资。

### 结构

#### 机体
长度：11.24米

#### 重量
最大起飞重量：2,000公斤

#### 机翼
主旋翼直径：12米
主旋翼面积：113.1平方米

### 性能
最大速度：190公里/小时（在Ju 52/3m牵引的情况下）

## 使用者
- 納粹德國

## 参阅
1. DFS 230滑翔機
2. Fa 223 龍式軍用直升機
3. Me 321滑翔機
4. Me 323運輸機